# سوراقيا
سوراقيا هو مصطلح سياسي مُركّب، يًشار به إلى اتحاد سوريا والعراق في كيان سياسي واقتصادي واجتماعي واحد، ويقصد بسوريا هنا بسوريا الطبيعية أو سوريا الكبرى، التي تضم: سوريا وفلسطين والأردن ولبنان، وكان أول من أطلق هذا المصطلح هو أنطون سعادة مؤسس الحزب السوري القومي الإجتماعي.